# Jameson Point
Der Jameson Point ist eine Landspitze an der Westküste von Low Island im Archipel der Südlichen Shetlandinseln. Sie liegt 5 km nördlich des Kap Garry.
Teilnehmer der Fünften Französischen Antarktisexpedition (1908–1910) unter der Leitung des Polarforschers Jean-Baptiste Charcot nahmen eine erste grobe Kartierung vor. Luftaufnahmen der Falkland Islands and Dependencies Aerial Survey Expedition (1955–1957) dientem dem Falkland Islands Dependencies Survey im Jahr 1959 der Kartierung. Das UK Antarctic Place-Names Committee benannte sie im Jahr 1962, um die Benennung von Low Island als Jameson Island durch den britischen Seefahrer James Weddell zu bewahren. Der weitere Hintergrund von Weddells Benennung ist nicht überliefert.